# Надер Гандри
Надер Гандри (на арабски: نادر الغندري) е тунизийски футболист, който играе на поста централен защитник. Състезател на Клуб Африкан.

## Кариера
Роден в Обервилие, Гандри прекарва юношеската си кариера в редица, базирани в Париж отбори, играейки за Иври, Ред Стар и Дранси. През 2013 г. подписва двегодишен аматьорски договор с Арл, състезаващ се в Лига 2.
На 10 февруари 2021, е обявен за ново попълнение на Славия (София). Прави дебюта си на 13 февруари при загубата с 0 – 1 като домакин на ЦСКА (София).

## Национална кариера
През 2015 е част от отбора на Тунис до 23 г. за Купата на африканските нации до 23 г. в Сенегал, записвайки 2 появи на турнира.
Прави своя дебют за националния отбор на Тунис на 7 юни 2019 г. в приятелски мач срещу Ирак, започвайки като титуляр.

## Успехи
Клуб Африкан
- Тунизийска професионална лига 1 (1): 2014/15
- Купа на Тунис (1): 2017